# Thou (pronom personnel)
Pour les articles homonymes, voir Thou.
Le mot anglais thou (prononcer /ðaʊ/) est un pronom personnel de la deuxième personne du singulier de l'anglais moderne naissant. C'est l'équivalent du « tu » français.
Il est aujourd'hui considéré comme archaïque, ayant été remplacé dans pratiquement tous les contextes par you (qui était donc à l'origine la forme de politesse et du pluriel), ce qui prive l'anglais moderne de la distinction entre tutoiement et vouvoiement. Il existait aussi un verbe to thou, aujourd'hui complètement disparu de la langue anglaise, signifiant « tutoyer ».

## Déclinaisons
Lorsque thou était encore couramment utilisé, les déclinaisons des pronoms personnels étaient les suivantes :
|                    |                            | Nominatif     | Objectif       | Génitif               | Possessif              | Réflexif                   |
| Première personne  | Singulier                  | I             | me             | my / mine             | mine                   | myself                     |
|                    | Pluriel                    | we            | us             | our                   | ours                   | ourselves                  |
|                    |                            |               |                |                       |                        |                            |
| Deuxième personne  | Singulier informel         | thou          | thee           | thy / thine           | thine                  | thyself                    |
|                    | Pluriel / Singulier formel | ye            | you            | your                  | yours                  | yourselves                 |
|                    |                            |               |                |                       |                        |                            |
| Troisième personne | Singulier                  | he / she / it | him / her / it | his / her / his (its) | his / hers / his (its) | himself / herself / itself |
|                    | Pluriel                    | they          | them           | their                 | theirs                 | themselves                 |

## Conjugaison

### Présent et passé de l'indicatif
De manière similaire à l'allemand, la terminaison d'un verbe conjugué par thou est généralement -st ou -est au présent et au passé de l'indicatif. Ces formes s'appliquent aussi bien aux verbes forts qu'aux verbes faibles.
Le e intermédiaire est facultatif, ce qui laisse une certaine liberté dans les ouvrages poétiques, où l'on peut décider de le mettre ou non pour adapter la longueur d'un vers.
- savoir (anglais moderne : to know) ; présent : thou knowest ; passé : thou knewest ;
- conduire (to drive) ; thou drivest ; thou drovest ;
- fabriquer (to make) — thou makest ; thou madest ;
- aimer (to love) — thou lovest ; thou lovedest.

Certains verbes ont toutefois une conjugaison irrégulière avec thou :
- être (to be) ; thou art (ou thou beest) ; thou wast (ou thou wert, thou were) ;
- avoir (to have) ; thou hast ; thou hadst ;
- faire (to do) ; thou dost (prononcé /dʌst/, ou thou doest[7]) ; thou didst ;

Les auxiliaires modaux exprimant le futur présentent eux aussi une terminaison particulière :
- shall : thou shalt ; thou shouldest ;
- will : thou wilt ; thou wouldest.

Les terminaisons des verbes à la deuxième et troisième personne du singulier dérivent des marques issues de l'indo-européen « s » et « t » . La ressemblance sur ce point entre les conjugaisons anglaise et allemande, de même qu'avec les langues frisiennes, est ainsi due à leur origine commune : elles sont toutes classées dans la branche ouest-germanique des langues indo-européennes

### Subjonctif et impératif
Dans les modes subjonctif et impératif, la terminaison -(e)st est abandonnée, à l'exception notable de thou wert (subjonctif passé du verbe être : que tu fusses). De nombreux subjonctifs de cette forme apparaissent après le mot if, qui dans l'usage moderne est suivi d'un verbe à l'indicatif.
If thou be Johan, I tell it the ryght with a good aduyce…,;
Be Thou my vision, O Lord of my heart…,
I do wish thou wert a dog, that I might love thee something…,
Certains auteurs tardifs utilisent thou be'st ou thou best en tant que subjonctif, mais c'est contraire à l'usage moyen anglais :
If thou be'st born to strange sights… (John Donne) ;
If thou best a miller… thou art doubly a thief. (Sir Walter Scott).

### Comparaisons
On peut rapprocher les désinences de conjugaison utilisées avec thou de celles équivalentes dans des langues voisines :
| Moyen anglais         | Frison moyen | Allemand moderne | Anglais moderne     | Français                              |
| --------------------- | ------------ | ---------------- | ------------------- | ------------------------------------- |
| Thou hast             | Do hast      | Du hast          | You have            | Tu as                                 |
| She hath              | Sy hat       | Sie hat          | She has             | Elle a                                |
| What hast thou?       | Wat hasto?   | Was hast du?     | What do you have?   | Qu’as-tu ? / Qu’est-ce que tu as ?    |
| What hath she?        | Wat hat sy?  | Was hat sie?     | What does she have? | Qu’a-t-elle ? / Qu’est-ce qu’elle a ? |
| Thou goest            | Do giest     | Du gehst         | You go              | Tu vas                                |
| Thou dost             | Do dochst    | Du tust          | You do              | Tu fais                               |
| Thou be’st / Thou art | Do bist      | Du bist          | You are             | Tu es                                 |

## Histoire et étymologie

### Étymologie
Thou vient du vieil anglais þú ou þū, que l'on ramène à la racine indo-européenne tu.
Thou possède donc la même origine que les mots islandais et vieux norrois þú, le latin tu ; donc que le français, le portugais, l'occitan, le catalan, l'italien tu, l'irlandais et le lituanien tu.
De même, le lituanien, l'espagnol et le roumain tu ou tú, l'allemand du, le norvégien, le suédois et le danois du, le grec σύ (su), le serbe ti, le russe ты (ty), le polonais, le tchèque et le slovaque ty, le slovène ti, l'arménien դու (dow), le hindî, le persan تُو (to) et le sanskrit tvam sont de la même origine .

### Histoire

#### Période de démarcation
En vieil anglais, thou suivait une règle relativement simple : thou s'adressait à une personne et ye à plusieurs. On parle ici du pronom sujet. Il existait aussi à l'époque différentes formes du pronom selon l'usage, aujourd'hui disparues.
En moyen anglais, thou était parfois abrégé en plaçant un petit « u » au-dessus de la lettre thorn.

#### Période de cohabitation
Après la conquête normande, qui marqua le début de l'influence du français caractéristique du moyen anglais, un système inspiré du tutoiement-vouvoiement en français s'imposa. Comme en français, c'est donc la forme plurielle de la seconde personne (ye à l'époque) qui servit de formule de politesse. Il est en effet d'usage en français de s'adresser aux rois et aux aristocrates avec la deuxième personne du pluriel « vous ». Cette pratique se généralisa à tout discours destiné à un supérieur ou un étranger.
L'usage n'est cependant pas strictement identique au français. L'utilisation de you marque le respect, mais aussi la distanciation. Thou fut donc progressivement remplacé par ye pour s'adresser à un supérieur, puis d'égal à égal, alors que la forme thou demeura longtemps commune pour s'adresser à un subordonné.
Par contre, en vertu du rôle de distanciation de ye, qui s'utilise pour les situations formelles, thou reste au contraire utilisé pour marquer un sentiment fort envers la personne, qu'il s'agisse d'intimité, d'affection, de familiarité, d'irrespect, ou de colère.

#### Disparition
À lire les règles d'utilisation précédentes, on comprend que l'emploi de thou est d'une certaine manière osé (soit qu'on s'adresse à un subordonné en marquant le statut, soit qu'on indique ses sentiments), alors que ye / you est plus prudent. L'utilisation de la forme la plus prudente a fini par marginaliser thou.
Au XVIIIe siècle, Samuel Johnson, dans A Grammar of the English Tongue, écrivit :
« ...in the language of ceremony... the second person plural is used for the second person singular... »
Il implique ici que le singulier était encore d'usage quotidien. En revanche, le Merriam Webster Dictionary of English Usage prétend que la plupart des locuteurs de l'anglais du sud avaient délaissé thou, même au sein de la famille, dès 1650. Thou survécut dans certains contextes religieux, littéraires et régionaux.

## Utilisations dans la langue

### Utilisation en tant que verbe
Il existe en anglais le verbe to thou, signifiant « tutoyer ». Il n'est plus utilisé en anglais moderne, mais apparaît dans la littérature et dans les rapports d'époque, comme dans le compte rendu du procès de Sir Walter Raleigh en 1603, lorsque Sir Edward Coke, procureur pour la Couronne, aurait prétendument tenté d'insulter Raleigh en disant :
I thou thee, thou traitor!
ce que l'on peut traduire par « Je te tutoie, traître ! ». Un refrain autrefois célèbre au Yorkshire, que l'on utilisait pour remettre à leur place les enfants trop familiers, jouait sur cette ambigüité :
Don't thee tha them as thas thee!,
Le verbe to thou se conjugue régulièrement :
- présent : thou / thous ;
- participe présent : thouing ;
- passé simple : thoued ;
- participe passé : thoued.

### Utilisation moderne
Bien que thou soit tombé en désuétude, il reste employé, en particulier dans les contextes traditionnels et rituels, donnant un caractère solennel au discours. Thou subsiste aussi, sous des formes parfois altérées, dans des dialectes anglais régionaux d'Angleterre et d'Écosse.
En anglais moderne, cependant, thou n'est plus utilisé que dans des expressions figées, comme
fare thee well : adieu (autrement écrit farewell)
ainsi que dans les textes religieux.
La disparition de la distinction singulier/pluriel en anglais a été d'une certaine façon compensée par l'apparition de néologismes et de formes dialectales particulières. En anglais américain par exemple, on trouve des variantes selon les régions : y'all, youse, you guys…

### Utilisations religieuses
Lorsque William Tyndale traduisit la Bible en anglais, au début du XVIe siècle, il tenta de conserver la distinction entre singulier et pluriel qu'affichent l'hébreu et le grec d'origine.
Il employa à cet effet thou pour le singulier, et ye pour le pluriel, indépendamment des relations entre le locuteur et l'auditeur. Ce faisant, il donna à thou un air solennel qui tranche avec son équivalent français. Cette tournure fut reprise dans l'édition de la Bible du roi Jacques, et entra dans l'usage par cette traduction,.
L'édition Revised Standard Version du corpus, datant de 1946, retint le pronom thou dans le seul contexte d'un rapport divin, you étant utilisé partout ailleurs. Cela fut fait afin de préserver un ton de révérence particulier, familier aux lecteurs. L'édition New American Standard Bible (1971) prit la même décision, mais la révision de 1995, New American Standard Bible, Updated edition retourna à l'usage précédent. L'édition New Revised Standard Version (1989) n'utilisa pas du tout le pronom thou le considérant incongru et contraire à l'intention d'origine, qui était d'utiliser thou pour distinguer les adresses à la divinité. Dans ce contexte, thou est écrit Thou.
Les quakers utilisaient autrefois thee en tant que pronom ordinaire, un stéréotype courant les faisant utiliser thee aussi bien au nominatif qu'à l'accusatif. Cette pratique fut introduite par George Fox aux débuts du mouvement, avec comme but affiché la conservation d'une familiarité égalitaire, le plain speaking. La plupart des quakers ont abandonné cet usage depuis. À ses débuts, le mouvement quaker était particulièrement important dans les zones du nord-ouest de l'Angleterre, notamment dans les North Midlands. La conservation de thee dans le langage utilisé par les quakers est peut-être liée à cela.
Plus récemment, le philosophe autrichien Martin Buber a été traduit en anglais par les mots I and Thou (titre original en allemand : Ich und Du) afin d'appuyer sur le rapport familier, intime, avec la divinité.
Les Dix Commandements sont traditionnellement récités avec le thou pour s'adresser au fidèle. De même, les prières comme le Notre Père et le Je vous salue Marie utilisent également ce pronom pour s'adresser à Dieu ou à ses saints.

## Utilisation dans la littérature

### Œuvres de Shakespeare
William Shakespeare utilisait souvent thou dans un contexte intime, au sens où tu est employé en français, mais ne s'y limitait pas : les amants et amis s'appelaient ye ou you aussi souvent que thou.
Dans Henri IV, Shakespeare fait utiliser les deux formes à son personnage de Falstaff, lorsqu'il s'adresse au Prince Henry ; héritier du trône et son supérieur ; dans une même ligne de texte. On peut interpréter cela comme un rappel du statut d'Henry, à la fois prince et partenaire de boisson pour Falstaff.
Prince  — Thou art so fat-witted with drinking of old sack, and unbuttoning thee after supper, and sleeping upon benches after noon, that thou hast forgotten to demand that truly which thou wouldest truly know. What a devil hast thou to do with the time of the day? …
Falstaff  — Indeed, you come near me now, Hal … And, I prithee, sweet wag, when thou art a king, as God save thy Grace – Majesty, I should say; for grace thou wilt have none –
L'usage alternatif des deux formes chez Shakespeare est considéré comme très significatif. Par exemple, dans Roméo et Juliette, il faut voir l'usage de thou par Roméo lors de la première rencontre comme une audace de sa part. Dans Œuvre complète, tome I : Tragicomédies, les traducteurs indiquent qu'ils ont fait le choix de traduire thou par « tu » et ye par « vous ». Tout en précisant que l'équivalence n'est pas parfaite, ils ajoutent que cela permet paradoxalement à un lecteur francophone de mieux saisir la subtilité qu'un anglophone contemporain, qui pourrait ne voir en thou qu'un archaïsme.

### Œuvres de J.R.R Tolkien
J.R.R. Tolkien, philologue érudit connaissant parfaitement les subtilités de sa langue, utilise beaucoup cette forme archaïque du tutoiement, utilisée essentiellement par un personnage supérieur envers un inférieur, tant dans son ouvrage le plus célèbre Le Seigneur des Anneaux que dans tous les ouvrages ultérieurs, le Silmarillion, les Contes et Légendes inachevées ou la série des HoMe. On retrouve ce tutoiement bien sûr dans la bouche des divinités, les Ainurs, parlant entre eux ou s'adressant aux Elfes, mais aussi chez les Elfes conseillant à Aragorn d'emprunter le chemin des morts ( "If thou art in haste, remember the Paths of the Dead." ), ou le roi Isildur maudissant le roi des Montagnard de Dunhart ( "Thou shalt be the last king" ). Dame Galadriel (qui a statut de reine) s'adressant à Legolas et à Gimli les tutoie de même :
In joy thou hast lived. Beware of the Sea ! If thou hearest the cry of the gull on the shore, Thy heart shall then rest in the forest no more.
ou encore dans les paroles de "la Bouche de Sauron" s'adressant à Aragorn puis à Gandalf. C'est alors un usage clairement censé manifester le mépris :
 'So!' said the Messenger. 'Then thou art the spokesman, old greybeard? Have we not heard of thee at whiles, and of thy wanderings, ever hatching plots and mischief at a safe distance? But this time thou hast stuck out thy nose too far, Master Gandalf; and thou shalt see what comes to him who sets his foolish webs before the feet of Sauron the Great.
De même, le Nazgûl menaçant Éowyn la tutoie par mépris ( 'Come not between the Nazgûl and his prey! Or he will not slay thee in thy turn.' ). Ou encore l'intendant Dénéthor face au même Gandalf, pris de désespoir et se croyant plus savant que lui. Quand Melkor s'adresse à Ungoliant dans le Silmarillion, il tutoie également l'araignée, qui en retour vouvoie l'Ainur. Elle manifeste ainsi un respect et une soumission (qu'elle reprendra plus tard).
On retrouve cependant la même distinction que chez Shakespeare, où le tutoiement est aussi un signe d'affection. Eowyn s'adresse ainsi à Aragorn en le tutoyant tandis que lui (qui est de rang plus noble) la vouvoie :
 'Aragorn, wilt thou go?'
 'I will,' he said.
 'Then wilt thou not let me ride with this company, as I have asked?'
 'I will not, lady,' he said. 'For that I could not grant without leave of the king and of your brother; and they will not return until tomorrow. But I count now every hour, indeed every minute. Farewell!'
Then she fell on her knees, saying: 'I beg thee!' 

Tolkien explique lui-même la distinction entre les deux formes dans l'appendice F du Seigneur des Anneaux
Since this pronoun ("thou") is now unusual and archaic it is employed mainly to represent the use of ceremonious language; but a change from you to thou, thee is sometimes meant to show, there being no other means of doing this, a significant change from the deferential, or between men and women normal, forms to the familiar

### Littérature contemporaine
Bien que disparu de l'usage commun dans la langue orale, l'utilisation de thou peut encore être observée — parfois à dessein — de façon sporadique dans la littérature contemporaine.
Certains auteurs et traducteurs, s'inspirant des usages religieux, utilisent cette forme d'emphase pour s'adresser à des êtres naturels ou surnaturels dans un registre laudatif : des divinités (dans les dernières rééditions des textes religieux en langue anglaise), une alouette, le héros Achille ou le personnage de bande dessinée Thor.
Les auteurs modernes, qui pour certains ne sont pas habitués à l'utilisation du pronom thou, commettent parfois des erreurs en l'employant. Les solécismes sont parmi les plus courants ; au travers de l'utilisation incorrecte des conjugaisons. Notamment, l'emploi systématique de la déclinaison -eth avec thou, comme thou thinketh. On observe parfois la contamination à la conjugaison d'autres personnes, comme la troisième personne du singulier « So sayest Thor! » avec la déclinaison -est de la seconde...
Ces erreurs ont été souvent parodiées par des humoristes anglophones.
Certains traducteurs rendaient compte de la distinction T-V en anglais avec thou et you, mais cette pratique est de moins en moins suivie. Ernest Hemingway, dans son roman Pour qui sonne le glas, utilise thou et you pour refléter les relations entre les personnages hispanophones.

## Utilisation dans d'autres domaines
- Dans le jeu vidéo Dark Souls, certains personnages s'expriment de manière archaïque, et utilisent donc thou et la conjugaison qui lui est associée :

« Thou who art Undead, art chosen... In thine exodus from the Undead Asylum, maketh pilgrimage to the land of Ancient Lords... When thou ringeth the Bell of Awakening, the fate of the Undead thou shalt know... »
- Dans leur album Gods of War, le groupe Manowar utilise ye et thee :

« Take thy shield, take thy sword, all thy weapons to the sky/Ye shall need them, when Odin bid thee rise... »
- Dans L'Empire contre-attaque, Dark Vador demande à l'Empereur :

« What is thy bidding, my master? » 
Ces utilisations récentes du pronom sont bien loin de la familiarité ou du ton condescendant qu'il avait à l'origine, mais s'inspirent directement des apostrophes divines évoquées précédemment.

## Variantes et usages régionaux
Le pronom you est désormais le seul à exprimer la deuxième personne dans la langue officielle, à la fois au singulier et au pluriel. Dans certains parlers régionaux cependant, thou a survécu, sous une forme ou une autre. Ailleurs, son absence a mené à l'introduction de nouvelles tournures permettant de distinguer singulier et pluriel. Ces variantes sont particulières aux différentes régions du monde anglophone.

### Royaume-Uni

#### Maintien de la deuxième personne du singulier
En anglais moderne, la distinction T-V basée sur thou existe encore dans les dialectes traditionnels de Cumbria, de Durham, du nord, l'ouest et une partie du sud du Yorkshire, les West Midlands, et Angleterre du Sud-Ouest.
De tels dialectes conservent généralement aussi les conjugaisons associées : par exemple thee coost (en anglais moderne you could, en anglais moyen : thou couldest, c'est-à-dire « tu pourrais ») au nord du Staffordshire. À travers le Yorkshire rural, l'ancienne distinction entre nominatif et objectif est également préservée. Le pronom possessif est souvent écrit thy et prononcé tha, alors que la forme possessive de tha a suivi l'usage général pour devenir yours ou your'n (contraction de your one).
On a le tableau suivant :
|                  |           | Nominatif | Objectif | Génitif   | Possessif              |
| Seconde personne | Singulier | tha       | thee     | thy (tha) | yours / your'n / thine |

Thoo est également utilisé dans l'ancien dialecte orcadien de l'écossais, en lieu et place du pronom thou considéré familier. On trouve, dans les différents dialectes écossais, les formes suivantes : ʒe, ʒow, thowe, thoue et thous.

#### Néologismes concernant la deuxième personne du pluriel
Dans les dialectes anglais parlés en Irlande du Nord, yous ou yousuns remplacent fréquemment le pluriel nominatif et accusatif, alors que your ou yousuns marquent le possessif.
- Have yousuns heard the racket your dog is making?![38] (langage très familier)

- Have yous heard the racket yousuns' dog is making?! (très familier)

- Have youse heard the racket your dog is making?! (langage courant)

- Have you heard the racket your dog is making?! (langage soutenu ou courant)

Le cas est similaire en Écosse, où youse (le plus souvent écrit ainsi) est utilisé dans le langage familier.
Dans la plus grande partie des provinces de l'Irlande, ye ou yez est utilisé en tant que nominatif et accusatif de la seconde personne du pluriel, yeer étant utilisé comme possessif. À Dublin, youse est utilisé comme nominatif et accusatif.

### États-Unis
Dans le sud des États-Unis d'Amérique, y'all (contraction de you all, « vous tous ») est une forme courante de la seconde personne du pluriel. En Pennsylvanie, you'uns ou yinz est parfois utilisé dans la région de Pittsburgh. Au nord, yous, youse, ou you guys est parfois employée, notamment autour de New York, le sud du Michigan — quoiqu'on préfère utiliser youse guys/youse guys's comme formes objectives et possessives.
Ces tournures sont peut-être inspirées des termes anglais cités dans les parties précédentes. You guys (qu'on peut traduire par « les gars ») est très utilisé dans toute l'Amérique du Nord anglophone pour indiquer le pluriel, aussi bien masculin que féminin. Ces expressions sont toutefois considérées comme très vulgaires et restent absentes des documents écrits. Dans le tableau suivant, on répertorie les pronoms de la seconde personne sous leur forme la plus commune, avec les tournures régionales particulières entre parenthèses :
|                  |           | Nominatif                         | Objectif                          | Possessif                                          |
| ---------------- | --------- | --------------------------------- | --------------------------------- | -------------------------------------------------- |
| Seconde personne | Singulier | You                               | You                               | Your / Yours                                       |
|                  | Pluriel   | You (Y'all, Yous, Yinz, You guys) | You (Y'all, Yous, Yinz, You guys) | Your / Yours (Y'all's, Youses, Yinz's, You guys's) |

Dans la ballade de musique folk américaine Oh My Darling, Clementine datée habituellement de 1884 le refrain utilise ce tutoiement : Thou art lost and gone forever. Dreadful sorry, Clementine.